# Alabama
Alabama [æləˈbæmə] - savezna država na jugoistoku SAD-a. Graniči s Tennessee-jem na sjeveru, Georgia-om na istoku, Floridom i Meksičkim zaljevom na jugu i Mississippijem na zapadu. Ime Alabama potječe od indijanskog plemena Alibamu, što u prijevodu znači "Tu stanujemo mi".  Statut države je donesen 1819. godine. Površina je oko 133.293 km 2. Glavni grad je Montgomery, a najveći Birmingham. Sjeverni dio zauzimaju ogranci gorja Appalachian (do 734 m visine) i srednji tok rijeke Tennessee; središnji je dio brežuljkast (80 do 100 m visine), a južni uz obalu Meksičkog zaljeva nizak i močvaran. Klima je umjerena; u južnom području suptropska. Oko 66% površine zauzimaju šume. Najrazvijenije gospodarske grane su poljodjelstvo (pamuk, kukuruz, zob, šećerna trska, voće) i stočarstvo (govedarstvo, ovčarstvo i svinjogojstvo). Nekoć je bila vodeća po proizvodnji pamuka. Bogata je rudnim ležištima (željezna ruda, ugljen) te je jako razvijena metalurgija, čijem su razvoju doprinijele hidrocentrale na rijekama Tennessee i Alabama.Od ostalih industrijskih grana ističu se: proizvodnja poljoprivrednih i drugih strojeva (Birmingham, Mobile), automobilska (Honda, Hyundai, Mercedes-Benz, Toyota), elektronička, kemijska i drvna industrija, proizvodnja automobilskih guma, papira i celuloze. U Huntsvilleu se nalazi svemirski raketni centar s aeronautičkom industrijom. Što se prometa tiče, osim željezničkih pruga i cesta, za promet je važna i razgranata kanalska mreža, kojom su spojeni tokovi Mississippija i Tennesseeja s Meksičkim zaljevom. Glavna morska luka je grad Mobile u kojem postoje tragovi nastambi stari čak 8000 godina. U rano doba na prostoru Alabame su živjela indijanska plemena Creek i Choctaw na jugu, te Cherokee i Chickasaw na sjeveru. Prvi kolonijalisti su bili Španjolci (P. de Narvaez 1528; H. de Sotto 1540.), potom Francuzi koji su podignuli i prva stalna naselja -  Port Louis de la Mobile (danas Mobile). Od kraja 17. stoljeća Alabama je bila dio francuske kolonije Louisiane; od 1763. u posjedu je Velike Britanije, koja je 1783. ustupa dijelom Španjolskoj a dijelom SAD-u. Američka Alabama je u početku bila u sklopu područja Mississippija. Početkom 19. stoljeća SAD su zauzele španjolsku Alabamu. Istodobno su se indijanska plemena povukla, a na njihovo su se područje naselili bijelci. 1817. godine osnovano je Područje Alabama koje je 1819. dobilo status 22. savezne države. Tijekom građanskog rata Alabama je bila na strani južnjačke konfederacije. U njezinom glavnom gradu Montgomeryju 4. veljače 1861. osnovane su Konfederativne Američke Države. Nakon rata Alabama je ponovno uključena u SAD 1868. godine. Isprva se gospodarstvo Alabame temeljilo na plantažama pamuka, a od 1880-ih počinje razvoj industrije. Nakon 2. svjetskog rata u Alabami se razvio snažan crnački pokret protiv rasizma (1955. – 1956. bojkot autobusa u Montgomeryju, 1965. marš na Montgomery).

## Okruzi (Counties)
Alabama se sastoji od 67 okruga (counties).
| Ime okruga | Godina osnutka | Sjedište okruga      |
| ---------- | -------------- | -------------------- |
| Autauga    | 1818.          | Prattville           |
| Baldwin    | 1809.          | Bay Minette          |
| Barbour    | 18032.         | Clayton              |
| Bibb       | 1818.          | Centreville          |
| Blount     | 1818.          | Oneonta              |
| Bullock    | 1866.          | Union Springs        |
| Butler     | 1819.          | Greenville           |
| Calhoun    | 1832.          | Anniston             |
| Chambers   | 1832.          | LaFayette            |
| Cherokee   | 1836.          | Centre               |
| Chilton    | 1868.          | Clanton              |
| Choctaw    | 1847.          | Butler               |
| Clarke     | 1812.          | Grove Hill           |
| Clay       | 1866.          | Ashland              |
| Cleburne   | 1866.          | Heflin               |
| Coffee     | 1841.          | Elba / Enterprise    |
| Colbert    | 1867.          | Tuscumbia            |
| Conecuh    | 1818.          | Evergreen            |
| Coosa      | 1832.          | Rockford             |
| Covington  | 1821.          | Andalusia            |
| Crenshaw   | 1866.          | Luverne              |
| Cullman    | 1877.          | Cullman              |
| Dale       | 1824.          | Ozark                |
| Dallas     | 1818.          | Selma                |
| DeKalb     | 1836.          | Fort Payne           |
| Elmore     | 1866.          | Wetumpka             |
| Escambia   | 1868.          | Brewton              |
| Etowah     | 1866.          | Gadsden              |
| Fayette    | 1824.          | Fayette              |
| Franklin   | 1818.          | Russellville         |
| Geneva     | 1868.          | Geneva               |
| Greene     | 1819.          | Eutaw                |
| Hale       | 1867.          | Greensboro           |
| Henry      | 1819.          | Abbeville            |
| Houston    | 1903.          | Dothan               |
| Jackson    | 1819.          | Scottsboro           |
| Jefferson  | 1819.          | Birmingham           |
| Lamar      | 1867           | Vernon               |
| Lauderdale | 1818           | Florence             |
| Lawrence   | 1818.          | Moulton              |
| Lee        | 1866.          | Opelika              |
| Limestone  | 1818.          | Athens               |
| Lowndes    | 1830.          | Hayneville           |
| Macon      | 1832.          | Tuskegee             |
| Madison    | 1808.          | Huntsville           |
| Marengo    | 1818.          | Linden               |
| Marion     | 1818.          | Hamilton             |
| Marshall   | 1836.          | Guntersville         |
| Mobile     | 1812.          | Mobile               |
| Monroe     | 1815.          | Monroeville          |
| Montgomery | 1816.          | Montgomery           |
| Morgan     | 1818.          | Decatur              |
| Perry      | 1819.          | Marion               |
| Pickens    | 1820.          | Carrollton           |
| Pike       | 1821.          | Troy                 |
| Ranfolph   | 1832.          | Wedowee              |
| Russell    | 1832.          | Phenix City          |
| St. Clair  | 1818.          | Ashville / Pell City |
| Shelby     | 1818.          | Columbiana           |
| Sumter     | 1832.          | Livingston           |
| Talladega  | 1832.          | Talladega            |
| Tallapoosa | 1832.          | Dadeville            |
| Tuscaloosa | 1818.          | Tuscaloosa           |
| Walker     | 1823.          | Jasper               |
| Washington | 1800.          | Chatom               |
| Wilcox     | 1819.          | Camden               |
| Winston    | 1850.          | Double Springs       |

## Etničke zajednice
-Indijanci kojima je Alabama domovina: Alabama, Apalachee, Apalachicola, Koasati, Mobile, Muklasa, Muskogee, Napochi, Osochi, Sawokli, Tohome i Tuskegee. 

## Povijest
Prije ca. 8000 do 9000 godina naselili su se prvi Indijanci na današnje područje Alabame. Do dolaska prvih Europljana na sjeveru su živjeli Cherokee i Chickasaw Indijanci, a na jugu Choctaw i Creek Indijanci.
1519. španjolski istraživač Alonso Alvarez stiže u „Mobile Bay“. 1541. dolazi Hernando de Soto, također španjolski istraživač,  s Apalača u Alabamu. 1699. stižu prvi Francuzi s južne strane i stvaraju prvu koloniju a 1702. grad Fort Louis, koji do 1722. ostaje glavni grad francuske kolonije Louisiana. Godine 1711. osnovan je grad Mobile.
1763. Englezi osvajaju Alabamu a 1779. Španjolci južni dio Alabame. Godine 1798. je Alabama, s iznimkom obale i grada Mobile, koji su još pripadali španjolskoj Floridi, dio Mississippi Teritorija. Nakon rata Seminola u godini 1813. postaje i Mobile dio tog teritorija. Četiri godina kasnije godine 1817. Mississippi postaje savezna država u današnjim granicama, a ostatak teritorija se naziva „Alabama Territory“. 14. prosinca 1819. Alabama konačno postaje 22. savezna država SADa.

## Stanovništvo
Prema procjenama američkog ureda za popis stanovništva, Alabama je u 2013. imala 4.822.023 stanovnika, čime je postala 23. država SAD-a po broju stanovnika. Ova brojka pokazuje rast od 0,9% u odnosu na popis iz 2010. 
Od ukupnog broja stanovništva 51,5% čine žene, a preostalih 48,5% muškarci. Gotovo 70% stanovništva se izjasnilo bijelcima (4% Latinoamerikanci, 66% Europeidi), 27% čine Afroamerikanci, dok preostalih 3% čine Indijanci, Azijci i ostali koji se identificiraju s dvije ili više rasa.
Što se tiče religije, 63% stanovnika Alabame se izjasnilo religioznima, što odskače od američkog prosjeka od 49%. Od navedenih 63%, 37% su Baptisti, 9% su Metodisti, dok na preostale kršćanske vjeroispovijesti otpada 16,6%. Ostali koji se izjašnjavaju kao Židovi, Muslimani ili pripadnici istočnjačkih religija čine 0,4%.

## Najveći gradovi
| Ime grada      | Broj stanovnika |
| -------------- | --------------- |
| Birmingham     | 212.237         |
| Montgomery     | 205.764         |
| Mobile         | 195.111         |
| Huntsville     | 180.105         |
| Tuscaloosa     | 90.468          |
| Hoover         | 81.619          |
| Dothan         | 65.496          |
| Decatur        | 55.683          |
| Auburn         | 53.380          |
| Madison        | 42.938          |
| Florence       | 39.319          |
| Gadsden        | 36.856          |
| Vestavia Hills | 34.033          |
| Prattville     | 33.960          |
| Phenix City    | 32.822          |
| Alabaster      | 30.352          |
| Bessemer       | 27.456          |
| Enterprise     | 26.562          |
| Opelika        | 26.477          |
| Homewood       | 25.167          |
| Northport      | 23.330          |
| Anniston       | 23.106          |
| Prichard       | 22.659          |
| Athens         | 21.897          |
| Daphne         | 21.570          |
| Pelham         | 21.352          |
| Oxford         | 21.348          |
| Albertville    | 21.160          |
| Selma          | 20.756          |
| Mountain Brook | 20.413          |
| Trussville     | 19.933          |
| Troy           | 18.033          |
| Center Point   | 16.921          |
| Helena         | 16.793          |
| Hueytown       | 16.105          |
| Talladega      | 15.676          |
| Fairhope       | 15.326          |
| Ozark          | 14.907          |
| Alexander City | 14.875          |
| Cullman        | 14.775          |
| Scottsboro     | 14.770          |
| Millbrook      | 14.640          |
| Foley          | 14.618          |
| Jasper         | 14.352          |
| Hartselle      | 14.255          |
| Fort Payne     | 14.012          |
| Gardendale     | 13.893          |
| Saraland       | 13.405          |
| Muscle Shoals  | 13.146          |
| Eufaula        | 13.137          |
| Sylacauga      | 12.749          |
| Pell           | 12.695          |
| Jacksonville   | 12.548          |
| Irondale       | 12.349          |
| Leeds          | 11.773          |
| Moody          | 11.726          |
| Calera         | 11.620          |
| Fairfield      | 11.117          |
| Atmore         | 10.194          |
| Chelsea        | 10.183          |
| Pleasant Grove | 10.110          |